# Empress of India (Schiff, 1891)
Die RMS Empress of India (I) war ein 1891 in Dienst gestellter Ozeandampfer der Canadian Pacific Line, der Passagiere, Post und Fracht auf der Pazifikroute zwischen Kanada und Asien transportierte. Das Schiff wurde 1914 verkauft und 1923 abgewrackt.

## Geschichte
Die Empress of India und ihre beiden Schwesterschiffe Empress of China und Empress of Japan, die alle drei 1891 in Dienst gestellt wurden, waren die ersten Schiffe der Eisenbahngesellschaft Canadian Pacific Railway, die 1884 ins Schifffahrtsgeschäft eingestiegen war. Nachdem das Unternehmen bis dahin nur gecharterte Schiffe genutzt hatte, gab es 1890 drei Neubauten bei der Werft Naval Construction & Armament Company in Barrow-in-Furness in Auftrag.

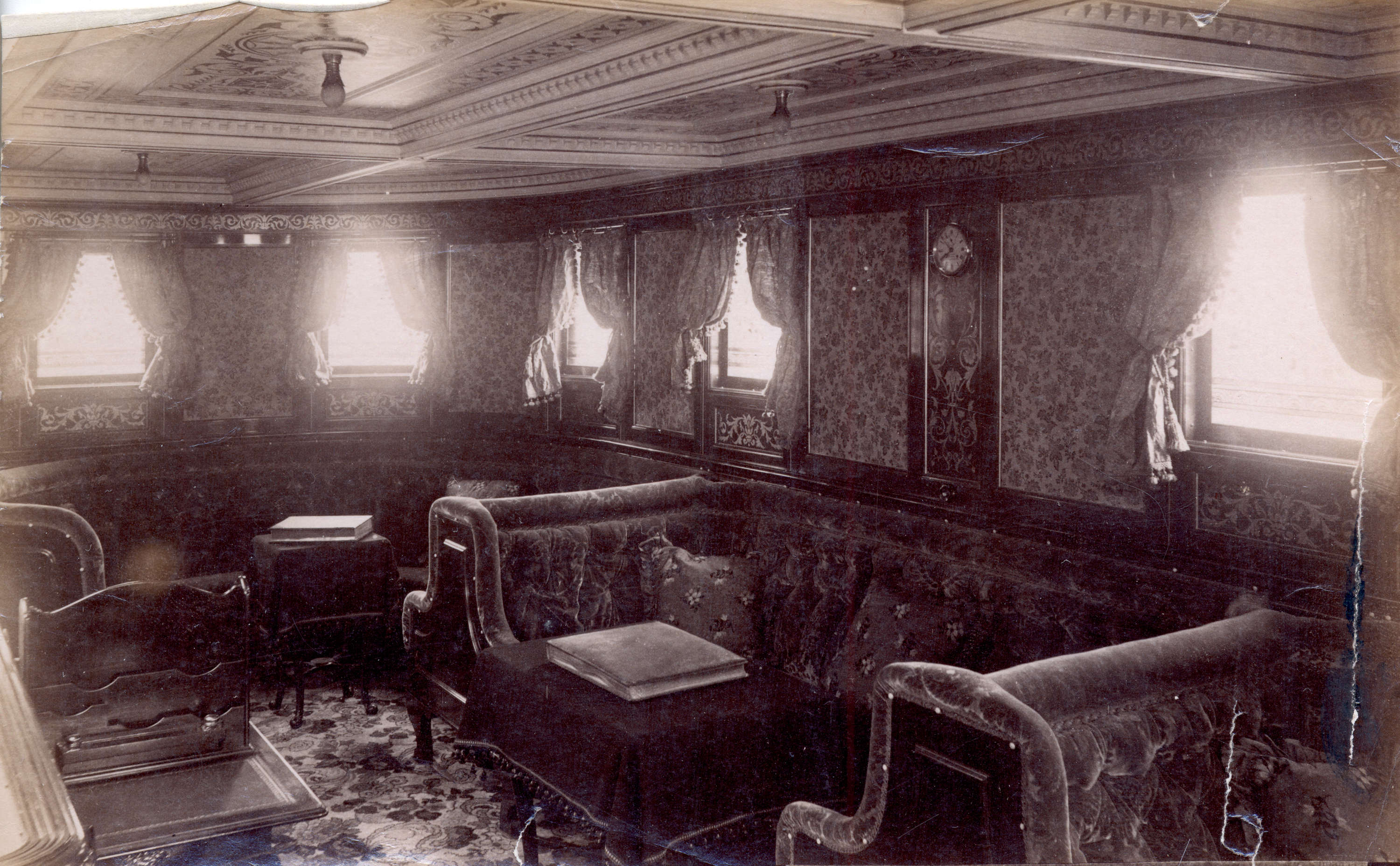
Bibliothek

Hintergrund war ein neu geschlossener Vertrag zwischen der Canadian Pacific Railway und der britischen Regierung, der die subventionierte Beförderung von Post zwischen Großbritannien und Hongkong via Kanada vorsah. Zu diesem Zweck wurden in Großbritannien drei neue Ozeandampfer in Auftrag gegeben, die diesen Service bedienen sollten. Diese drei Schiffe bildeten die Grundlage für den Erfolg der Canadian Pacific Railway in der Handelsschifffahrt. Alle drei hatten Yacht-ähnliche Konturen und einen weißen Schiffsrumpf, was sie sehr elegant erscheinen ließ. Sie waren die ersten Schiffe auf dem Pazifik, die mit Doppelschrauben und Kolbenmaschinen ausgestattet waren.
Das 5905 Bruttoregistertonnen (BRT) große Dampfschiff lief als zweites der drei Schwestern am 30. August 1890 vom Stapel. Es wurde von Lady Louise Egerton auf den Namen RMS Empress of India getauft. Das Schiff hatte einen Klipper-Bug, zwei Schornsteine, drei Masten und zwei Schiffsschrauben. An Bord war Platz für 50 Passagiere der Ersten, 150 der Zweiten und 400 der Dritten Klasse. Die beiden Dreifachexpansions-Dampfmaschinen leisteten 10.000 PSi und konnten das Schiff auf bis zu 16 Knoten beschleunigen.
Am 8. Februar 1891 lief die Empress of India in Liverpool zu ihrer Jungfernfahrt nach Sues, Hongkong und Vancouver ab. Anschließend bediente sie die Route Hongkong–Shanghai–Nagasaki–Kōbe–Yokohama–Vancouver.  Während dieser Zeit musste der Dampfer wiederholt unter Quarantäne gestellt werden, wenn sich herausstellte, dass es unter den Passagieren zu Pocken-Infektionen gekommen war. Am 17. August 1903 kam es vor Hongkong zu einer Kollision zwischen der Empress of India mit dem 15 Jahre alten chinesischen Kreuzer Huang Tai (2110 t), der daraufhin sank. Die Empress of India, die selbst beschädigt war, nahm die Besatzung des Zerstörers auf. Am 7. Dezember 1914 wurde sie an den Maharaja von Gwalior verkauft und in ein Hospitalschiff für indische Truppen umgebaut.  Am 15. Januar 1915 wurde das Schiff in Loyalty umbenannt. Im März 1919 wurde es an die Scindia Steam Navigation Company in Bombay verkauft und im Februar 1923 folgte der Verkauf zum Abbruch in Bombay.